# André Revuz
André Revuz est un mathématicien français né le 15 mars 1914 à Paris et mort le 27 octobre 2008 à Créteil.

## Diplômes et carrière
André Revuz est un ancien élève de l'École normale supérieure (1934). Il est agrégé de mathématiques (1937) et docteur en mathématiques avec une thèse soutenue le 8 avril 1954 sous la direction de Gustave Choquet, intitulée Fonctions croissantes et mesures sur les espaces topologiques ordonnés.
Il est chargé de cours à la faculté des sciences et techniques d’Istanbul (1945-1950), chef de travaux à la faculté des sciences de Paris (1952-1955), maître de conférences à la faculté des sciences de Bordeaux (1955-1956), maître de conférences à la faculté des sciences de Poitiers (1956-1957), professeur à la faculté des sciences de Poitiers (1957-1967) et enfin professeur à la faculté des sciences de Paris (1967-1982), devenue par la suite université Paris VII, aujourd’hui Université Paris VII - Diderot.
De 1954 à 1967, il donne des cours à l’École normale supérieure de jeunes filles de Sèvres.

## Enseignement des mathématiques
En 1966, André Revuz devient membre de la commission Lichnerowicz, créée pour réformer l'enseignement des mathématiques en France et qui donne naissance aux mathématiques modernes. Il relate les travaux de cette commission dans un article de la Gazette des mathématiciens paru en 1999.
En 1969, André Revuz est l'un des fondateurs de l'IREM de l'université Paris VII et son premier directeur.
En 2008, il rédige un article pour le no 24 de la revue PLOT où il aborde le problème pas toujours facile à résoudre qui consiste, pour un enseignant dans l'exercice de son métier, à poser les « bonnes » questions à son auditoire.

## Vie familiale
Son épouse Germaine Revuz (née Chazottes), née en 1915 et morte le 29 mai 2003 est agrégée de mathématiques (1937), professeur de mathématiques au lycée de jeunes filles de Versailles puis maître–assistante à la faculté des sciences de Poitiers.
Leur fils Daniel Revuz, né en 1936, est polytechnicien (promotion 1956) et ancien professeur à l'université Paris VII. Il est l'auteur de travaux en probabilités. Leur fille Jacqueline Authier-Revuz, née en 1940, est agrégée de lettres et professeur émérite de linguistique française à l’université Paris III.

## Hommages
Le 26 mars 2010, une journée d'hommage à André Revuz s'est tenue au Laboratoire de didactique André Revuz.

## Ouvrages
- Le cours de l'APM I-Groupes, anneaux, corps, APM, Paris, 1962, 162 p., en collaboration avec Germaine Revuz
- Le cours de l'APM II-Espaces vectoriels, 1963, 201 p., en collaboration avec Germaine Revuz
- Le cours de l'APM III-Éléments de topologie, 1966, 249 p., en collaboration avec Germaine Revuz
- Mathématique moderne mathématique vivante, OCDL, Paris, 1963, 86 p.
- Chantiers mathématiques, Institut Pédagogique National, Paris, 1965, 306 p. (direction scientifique avec Georges-Théodule Guilbaud), réunit les documents d'accompagnement des deux séries d'émissions de la télévision scolaire programmées en 1964-1965 ainsi que le document relatif à l'émission Convexité programmée l'année précédente
- Mathématiques supérieures pour l'homme moderne, Dunod, Paris, 1973, 6 tomes en collaboration avec Yvette Amice, Édouard Dehame, Michel Paix, Michel Laudet, André Lichnérowicz et Germaine Revuz
- Est-il impossible d'enseigner les mathématiques ?, PUF, Paris, 1980, 153 p.